# هاون براندت طويل المدى 60 مم
هاون براندت طويل المدى 60 هو مدفع هاون بمقعد قادر على إطلاق النار على مسار مسطح. تم تطويره من براندت ميل CM60A1 ويشبه هذا النوع الطويل من الماسندر طويل المدى لهذا السلاح.

## وصف
تم تطوير مدافع الهاون براندت 60 مم LR مباشرة من براندت ميل CM60A1 ويحتفظ بنفس آلية المؤخرة كتلة الوقوع تذكرنا مباشرة المدفعية النار. يتم سحب دبوس القادح تلقائيًا عند فتح المؤخرة ، مما يقلل من احتمالية حدوث خلل. مثل سابقتها ، يمكن أن يكون إما كمامة محملة أو محملة بالزان ، وقد تم تصميمه ليتم تركيبه في أبراج مركبات القتال المدرعة. [2] كما تم اختبار مدفع الهاون LR كسلاح دعم مثبت على سطح السفينة لمراكب الدوريات البحرية ويستخدم نظام الارتداد الهيدروليكي. طول الارتداد هو 170mm ، أقصى قوة الارتداد هي 2،800 kg ،
يبلغ طول مدفع البندقية LR 1.8 متر. تم إنتاج أشكال مختلفة مع آليات إطلاق كهربائية أو ميكانيكية

## ذخيرة
تم تصميم مدفع الهاون إل آر لإطلاق ذخيرة متخصصة طويلة المدى بمدى نيران غير مباشر يبلغ 5000 متر ومدفأة مباشرة من مسافة 500 متر. يمتلك مقذوف LR القياسي عالي الانفجار صمامًا تم تفجيره في أي زاوية تأثير. تم تصنيعها من الحديد الزهر البيرليتي وتنتج زعانف. وزن القذيفة 2.2 kg وكان طولها الإجمالي من ادعى براندت أن شحنة المتفجرة لديه كفاءة مقارنة بمادة قنبلة هاون من عيار 81 ملم.